# Bandeira de Shetland

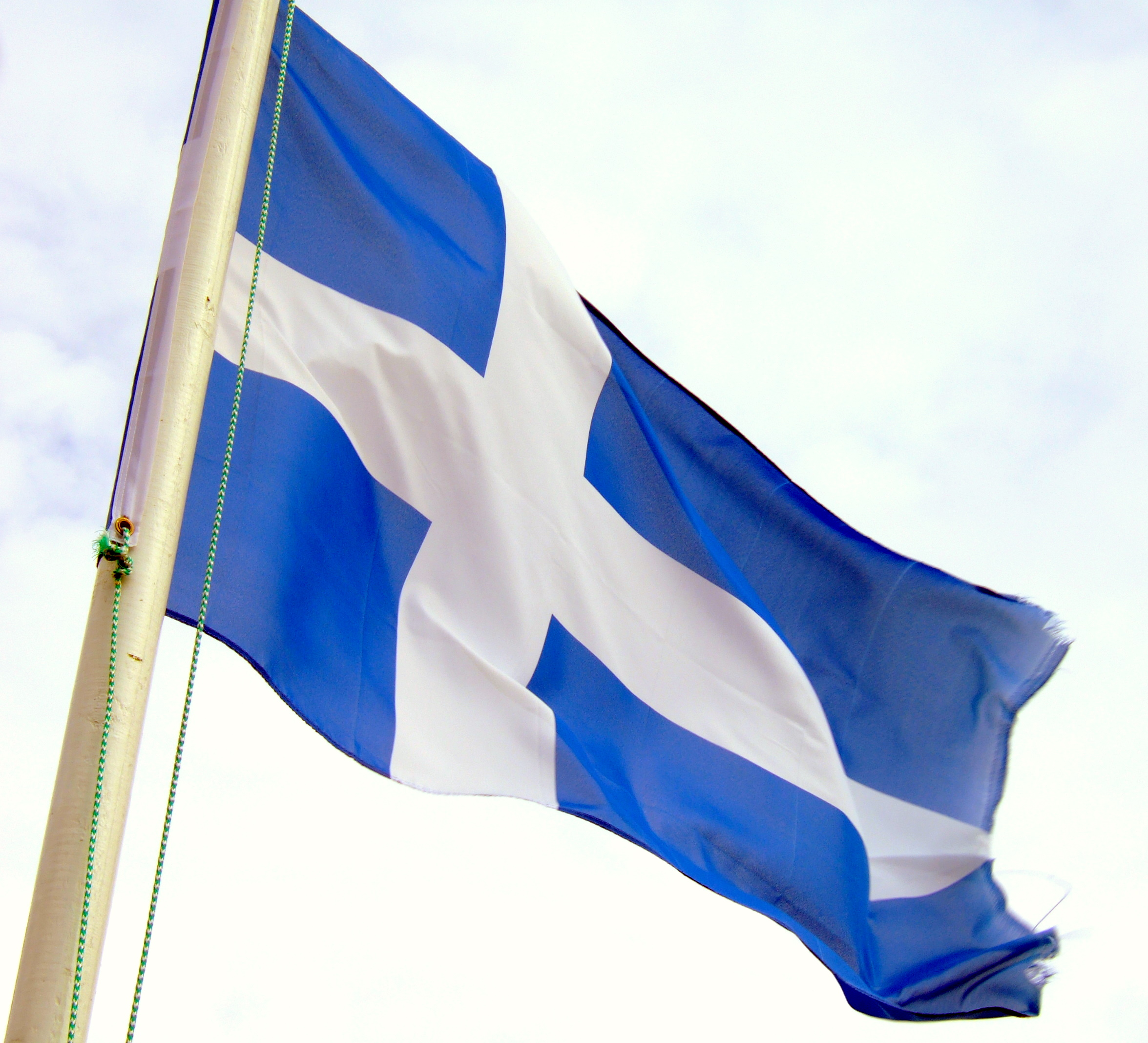
A bandeira ao hasteada em Unst

A Bandeira de Shetland, ou, na sua forma portuguesa, da Xetlândia, que está em uso desde 1969, é composta por uma Cruz Nórdica branca em um fundo azul. O branco e o azul são as cores da Escócia, enquanto a Cruz Nórdica simboliza que o arquipélago já foi dominado pelos Viquingues, além de indicar que as ilhas possuem laços culturais com os Países Nórdicos.